# Jõelähtme (obec)
Obec Jõelähtme (estonsky Jõelähtme vald) je samosprávná obec náležející do estonského kraje Harjumaa.

## Poloha
Obec Jõelähtme se rozkládá na ploše 211 km² při pobřeží Finského zálivu východně od Tallinnu (území obce přímo sousedí s územím hlavního města).
K obci patří též ostrovy Rammu (96,6 ha), Laiakari (0,2 ha), Allu (0,7 ha), Koipsi (33 ha), Rohusi (10,1 ha), Umbloo (0,5 ha), Põhja-Malusi (4,3 ha), Lõuna-Malusi (3,0 ha) a Vahekari (2,0 ha).

## Osídlení
Obec Jõelähtme má přibližně 6,5 tisíce obyvatel, žijících ve dvou městečkách (Kostivere a Loo) a třiceti čryřech vesnicích Aruaru, Haapse, Haljava, Ihasalu, Iru, Jägala, Jägala-Joa, Jõelähtme, Jõesuu, Kaberneeme, Kallavere, Koila, Koipsi, Koogi, Kostiranna, Kullamäe, Liivamäe, Loo, Maardu, Manniva, Neeme, Nehatu, Parasmäe, Rammu, Rebala, Rohusi, Ruu, Saha, Sambu, Saviranna, Ülgase, Uusküla, Vandjala, Võerdla.  Správní centrum se nachází ve vesnici Jõelähtme, podle níž je pojmenována celá obec.

## Pamětihodnosti
Obec Jõelähtme je bohatá na přírodní i kulturní pamětihodnosti. Z přírodních památek se zde nachází například Kostiverský kras (Kostivere karstiala), nejznámější estonské krasové území, a Jägalský vodopád (Jägala juga), nejvyšší souvislý vodopád v Estonsku. Mezi význačné archeologické památky patří pozůstatky nejméně dva tisíce let starého zemědělského sídliště u vesnice Rebala, vykopávky mohylového pohřebiště ze 7. až 8. století př. n. l. a Jägalské hradiště (Jägala linnamägi) s pozůstatky osídlení z doby před nejméně pěti tisíci lety. Z památek pozdější doby je nejznámější gotická kaple ve vesnici Saha a barokní zámek a zámecký park v Kostivere.
V Kalevi-Liiva, kde bylo zavražděno několk tisíc Židů, z toho asi 800 československých Židů z Terezína, je pomník obětem holocaustu.

## Galerie

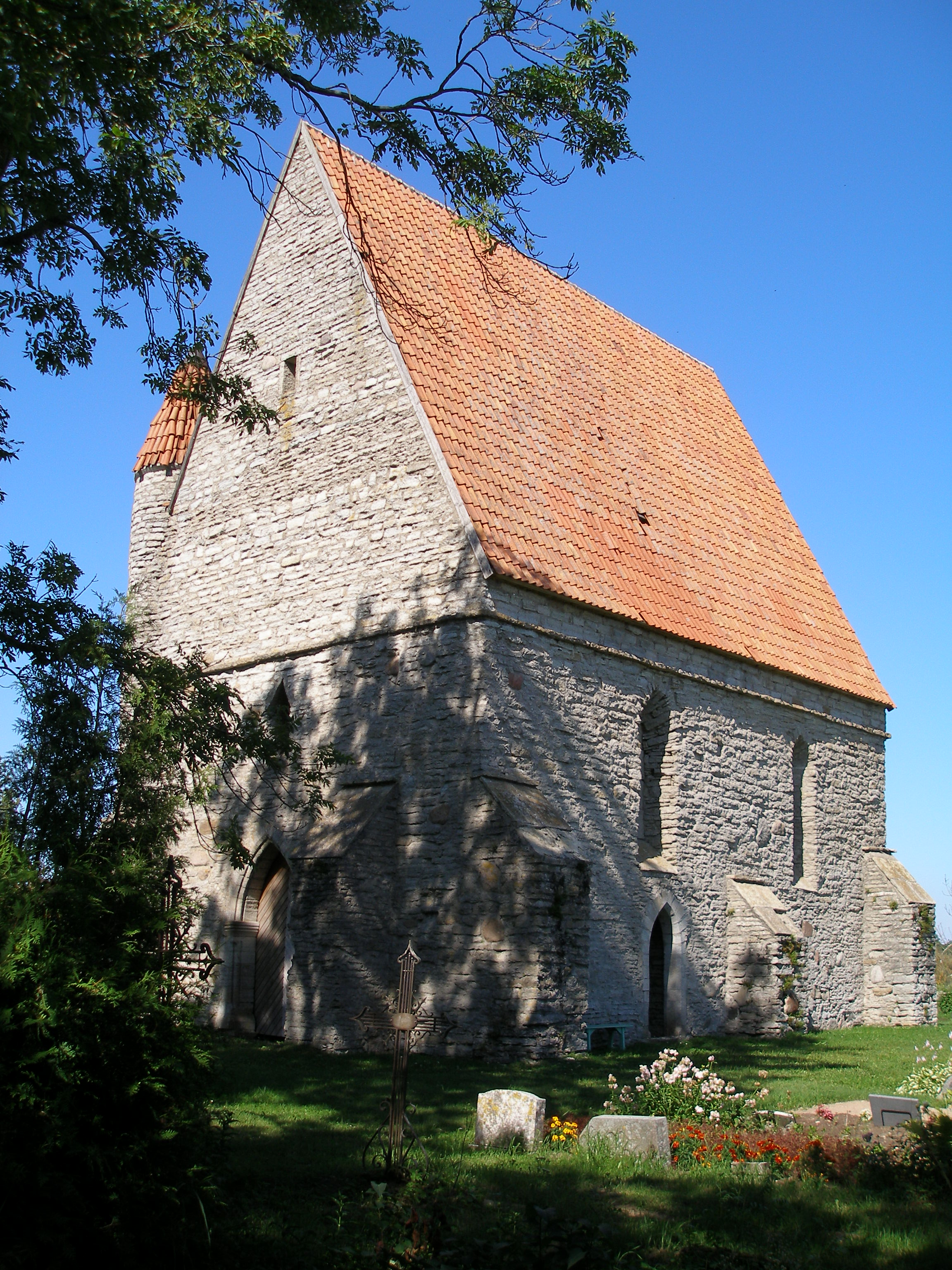
Kaple ve vesnici Saha
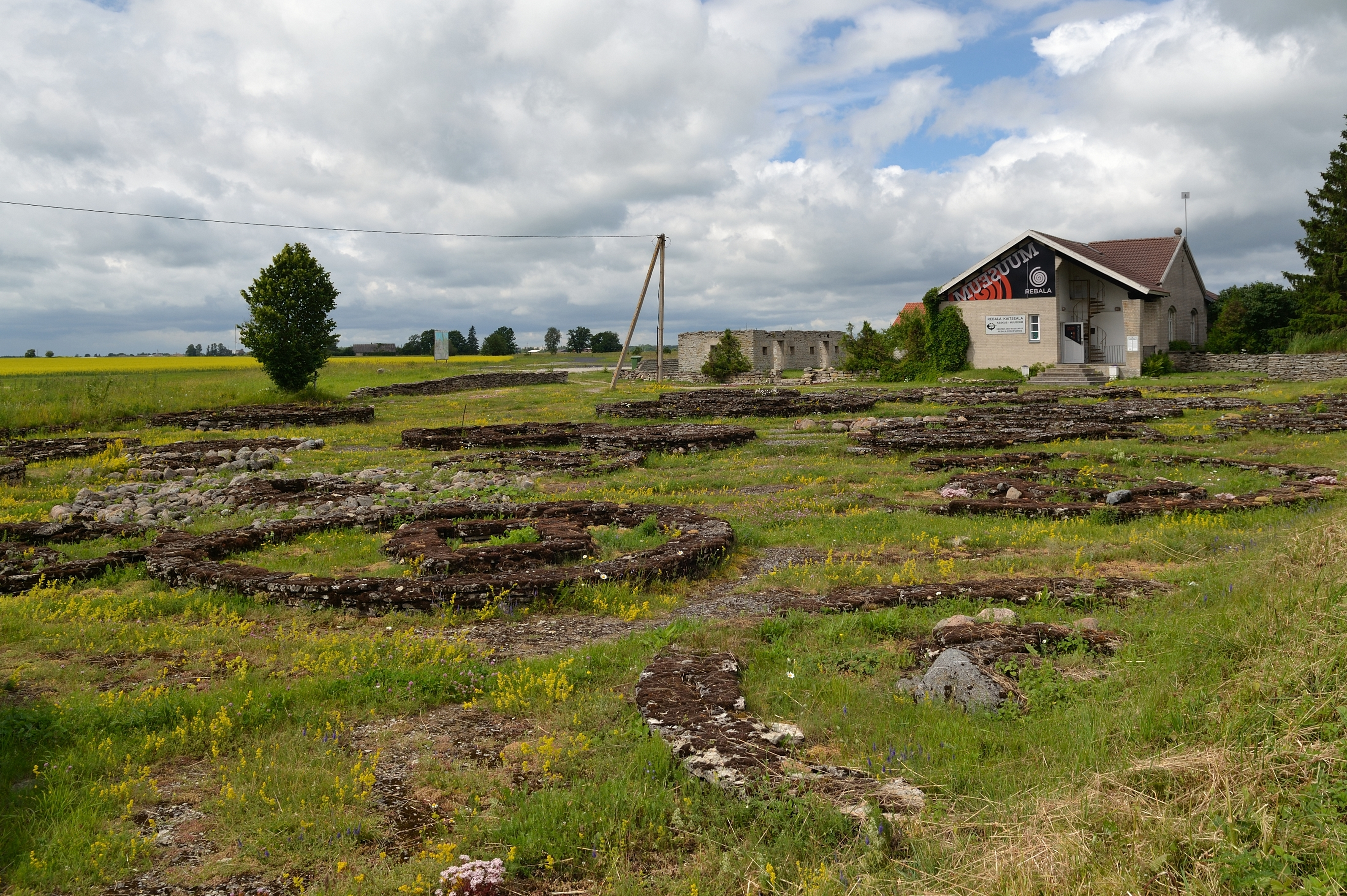
Pohřebiště z doby bronzové ve vesnici Rebala
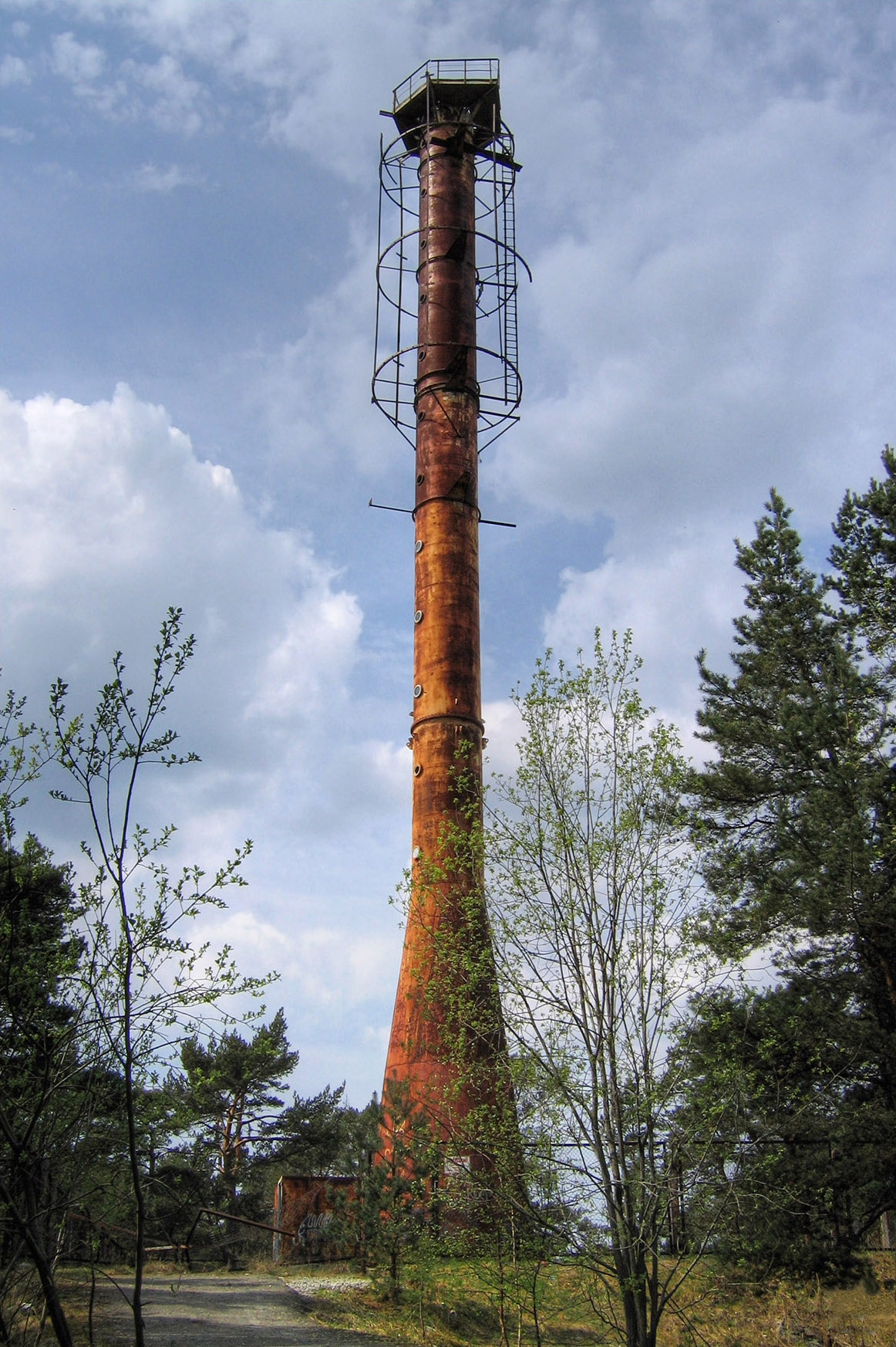
Maják v Ihasalu
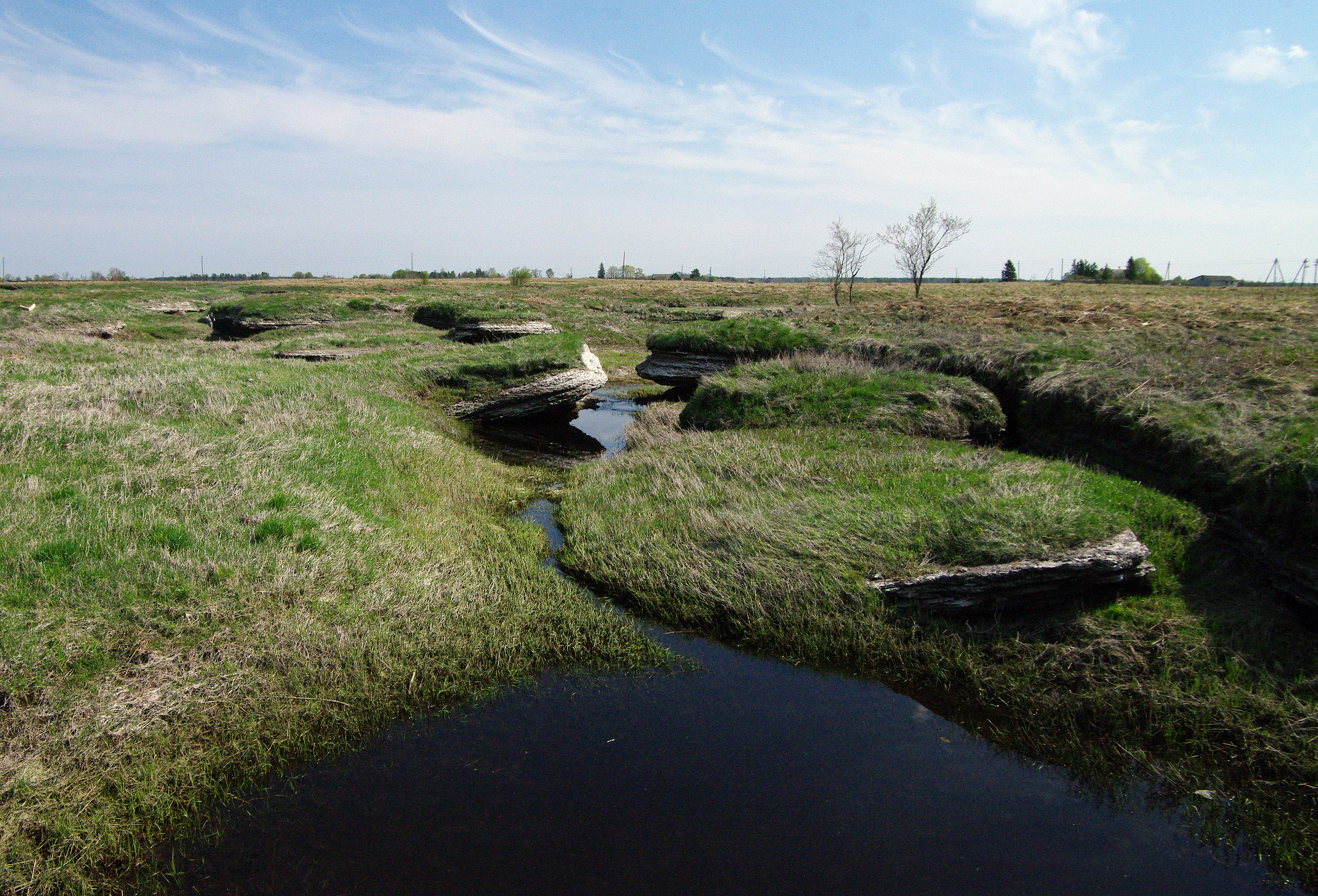
Kostiverský kras
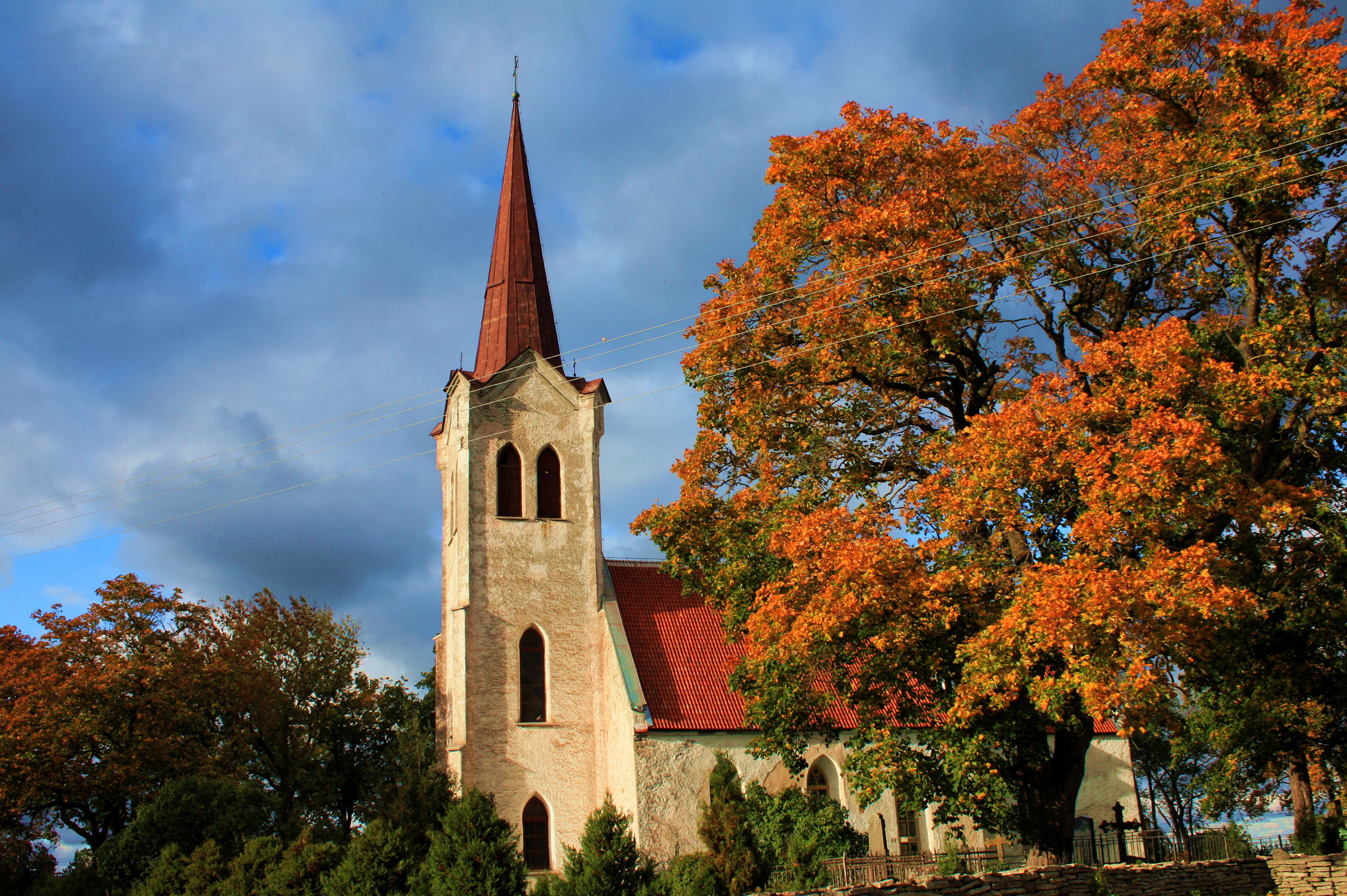
Jõelahtemský kostel
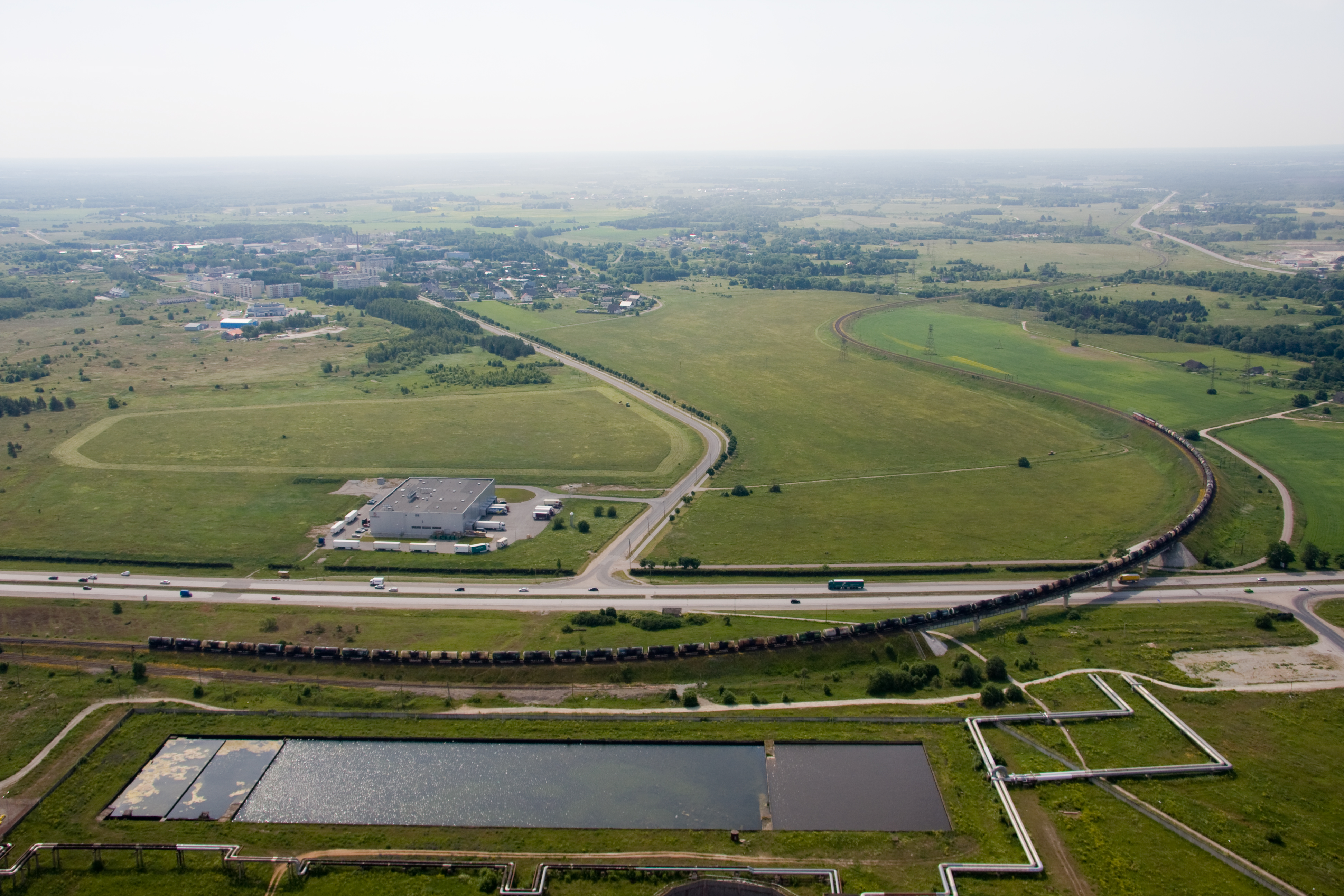
Pohled z komína elektrárny v Iru na silnici Tallinn-Narva a železnici Lagedi-Muuga
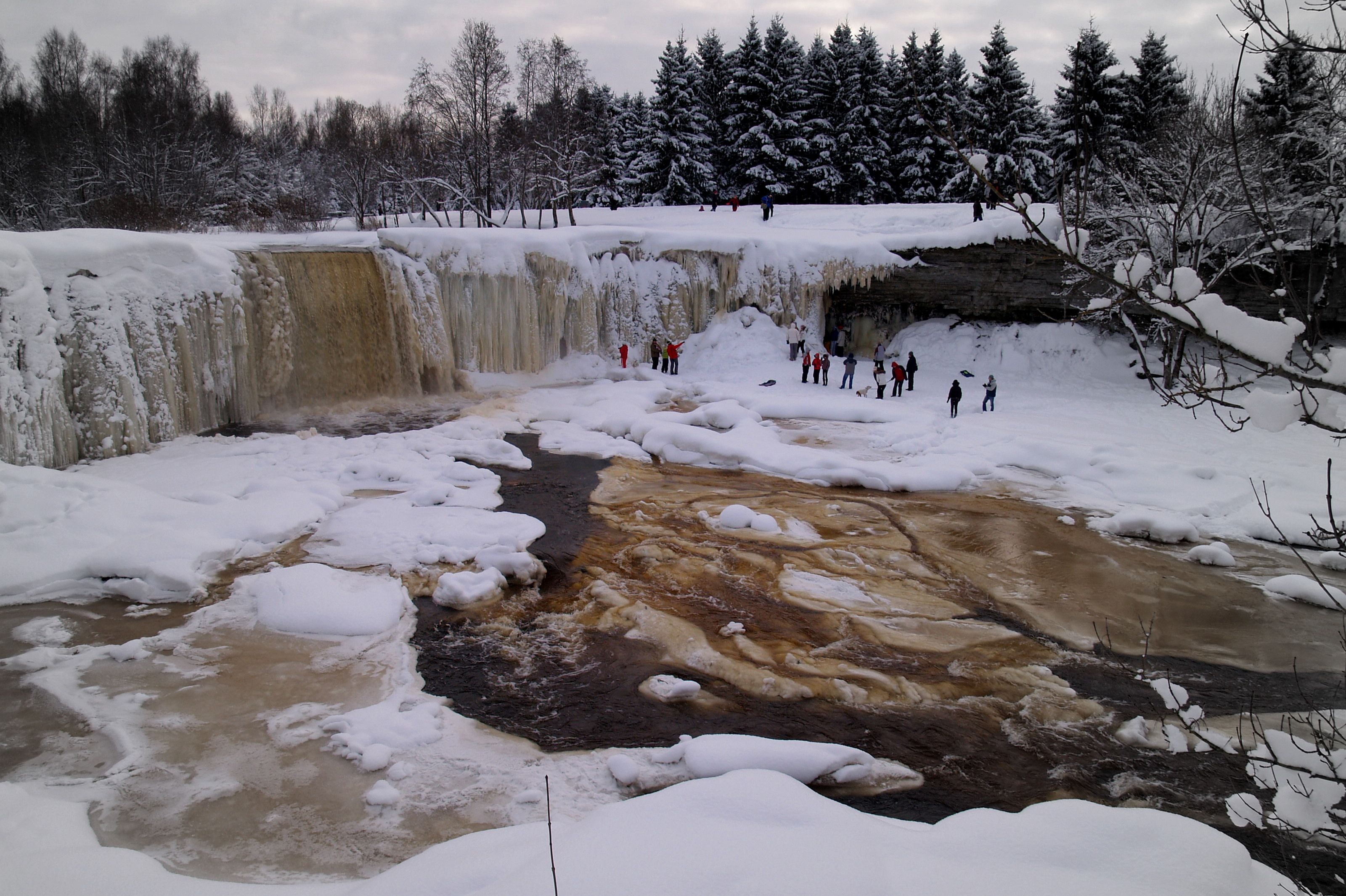
Jägalský vodopád v zimě